# Distrito de Hisar
Hisar (en hindi; हिसार जिला ) es un distrito de India en el estado de Haryana. Código ISO: IN.HR.HI.
Comprende una superficie de 3 788 km².
El centro administrativo es la ciudad de Hisar.

## Demografía
Según censo 2011 contaba con una población total de 1 742 815 habitantes.